# Abbaye Saint-Jean-des-Prémontrés d'Amiens
L'abbaye Saint-Jean-des-Prémontrés était  une abbaye de chanoines réguliers de l'Ordre de Prémontré, située à Amiens, dans le département de la Somme. Elle fut fondée en 1124 et supprimée à la Révolution française, en 1790.

## Histoire

### Fondation
Fondée en 1124 par Guy de Flixecourt, châtelain d'Amiens, l'abbaye Saint-Jean était située près de l'église Saint-Firmin-au-Val dans Amiens puis fut transférée, en 1136, sous l'abbatiat de Foulque de Montdidier, sur les bords de la Selle dans une propriété rurale donnée par Gérard de Picquigny, vidame d'Amiens. L'abbaye bénéficia de nombreuses donations dont celles du comte Jean de Ponthieu et en 1185 et 1190, du roi Philippe-Auguste.

### Ruine et relèvement
En 1358, L'abbaye fut ruinée par les troupes du roi de Navarre, Charles le Mauvais qui s'opposa au roi de France Jean le Bon.
Jacques Foulon la releva de 1474 à 1488

### Transfert de l'abbaye dans Amiensintra muros
En 1597, l'abbaye Saint-Jean-hors-les-murs fut détruite sur ordre de Hernán Tello de Portocarrero commandant des troupes espagnoles lors du siège d'Amiens. Les religieux décidèrent alors de se réfugier dans Amiens et de s'y fixer définitivement.
Sous Antoine Séguier, abbé commendataire, les chanoines se soulevèrent contre le prieur Pierre du Rieu qui dut quitter sa charge. En 1618, son successeur René Pavie rétablit les règles anciennes et releva les bâtiments conventuels et l'église.
Au début du XVIIIe siècle, Étienne de Fay qui, en 1712, dressa les plans de reconstruction du monastère tel qu'il est aujourd'hui, fut le premier professeur de quatre enfants sourds-muets. Il créa également, à l'abbaye, un cabinet de curiosités.

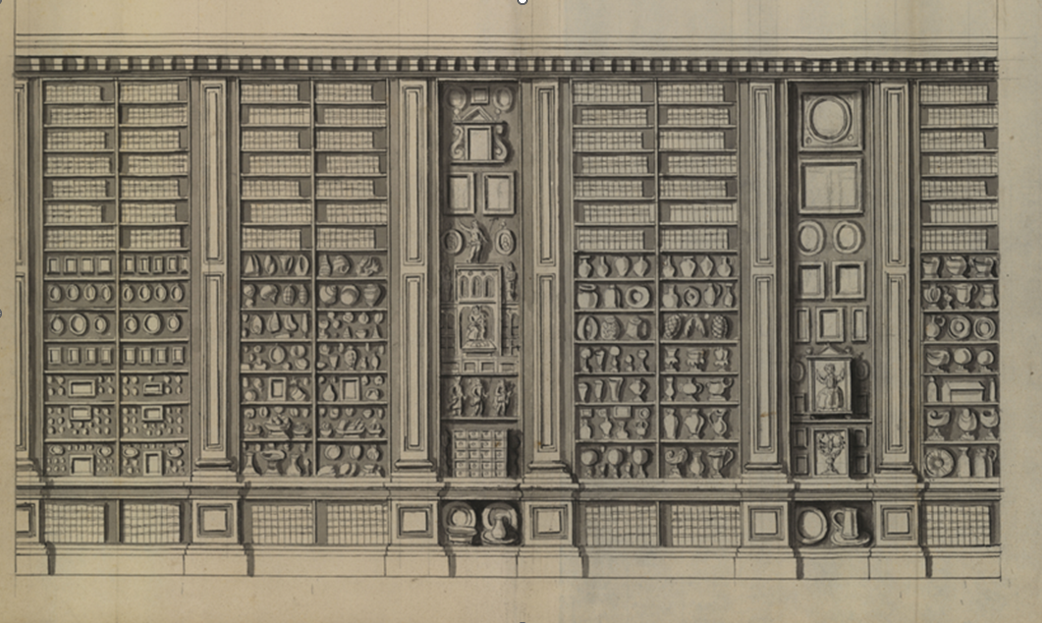
Étienne de Fay, Cabinet de curiosités de l’abbaye Saint-Jean.

L'abbaye Saint-Jean-des-Prémontrés était la plus riche abbaye de la ville d'Amiens, vers 1730, ses revenus annuels s'élevaient à 26 000 livres.

### Suppression et destruction de l'abbaye
Déclarée bien national à la Révolution, l'église abbatiale fut démolie et les bâtiments conventuels restants furent transformés en lycée de garçons au XIXe siècle.
Le 19 mai 1940, la ville d'Amiens subit un violent bombardement qui détruisit une grande partie du centre-ville et ce qu'il restait de l'abbaye. Seuls les murs extérieurs restèrent debout. Ces murs et leur décoration sont inscrits au titre des monuments historiques depuis 1940.
L'édifice fut restauré après la Seconde Guerre mondiale et abrita un temps un établissement universitaire et une salle de spectacle dite « salle Dewailly ». Aujourd'hui le bâtiment est consacré à des activités culturelles.

## Architecture des bâtiments conventuels
Les bâtiments restants de l'abbaye ont été reconstruits après 1940 en réutilisant les murs extérieurs construits en brique et pierre aux XVIIe et XVIIIe siècles. Ils s'organisent autour du cloître conçu par Étienne de Fay. La cour d'honneur est délimitée par un corps de bâtiment en U dont un côté abrite une galerie voûtée datant du XVIIe siècle. L'aile centrale est doté d'une entrée en saillie construite en pierre avec une porte cintrée surmontée d'un balcon en fer forgé reposant sur des consoles décorées de fleurs sculptées. Dans la cour d'honneur se dresse la statue de l'abbé Lhomond par Gédéon de Forceville.

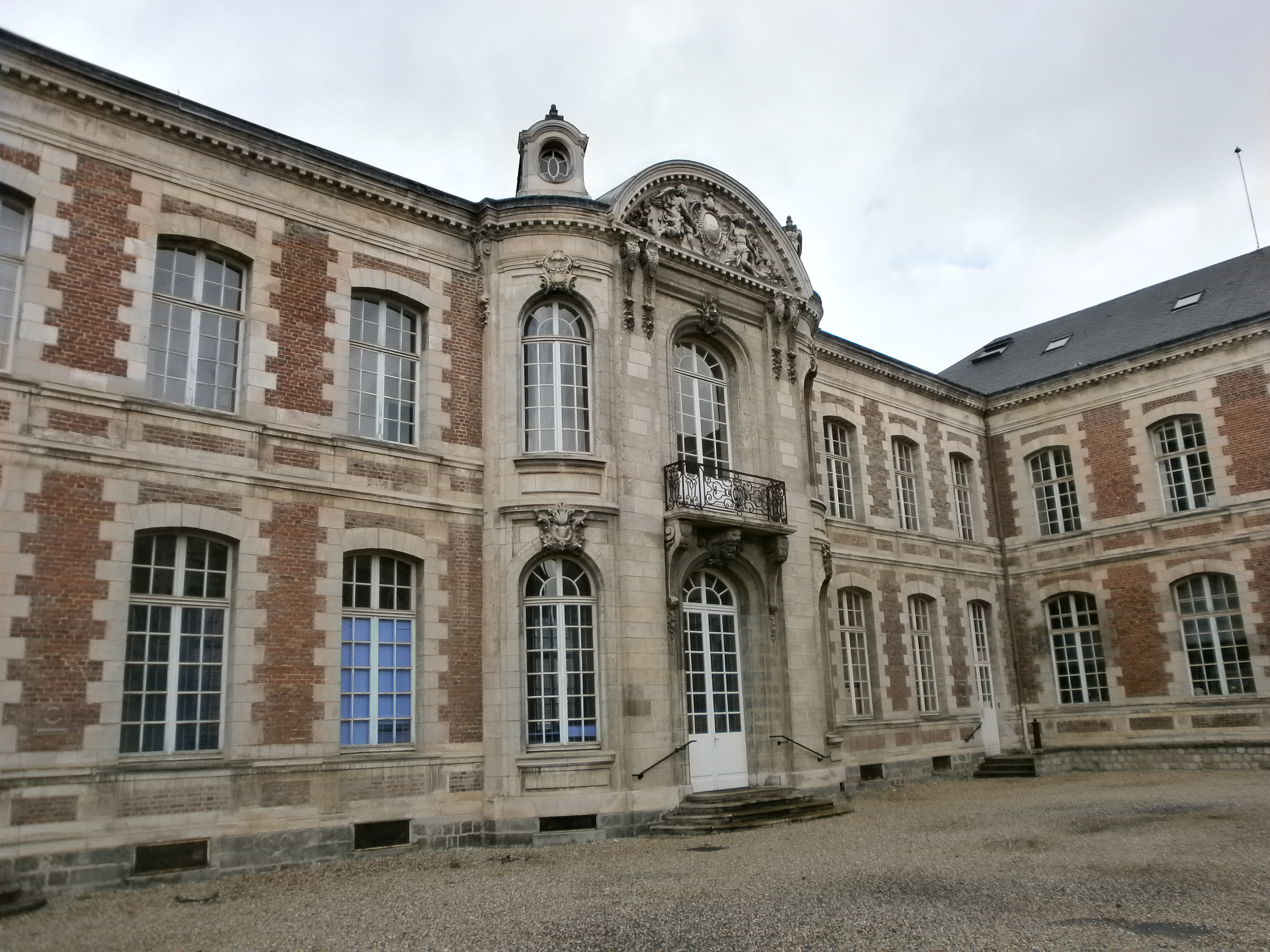
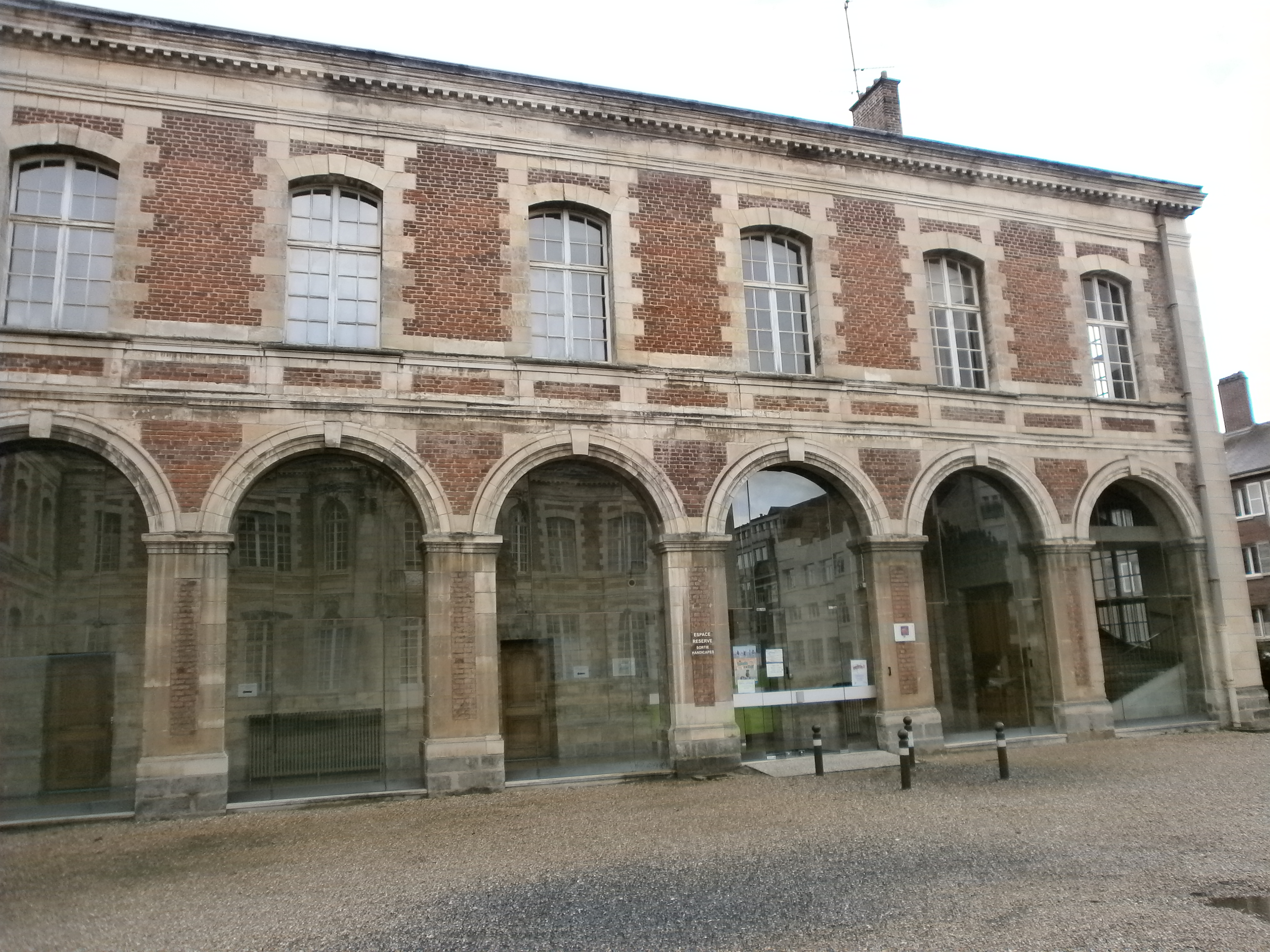